# Chiese e oratori campestri di Castel Goffredo

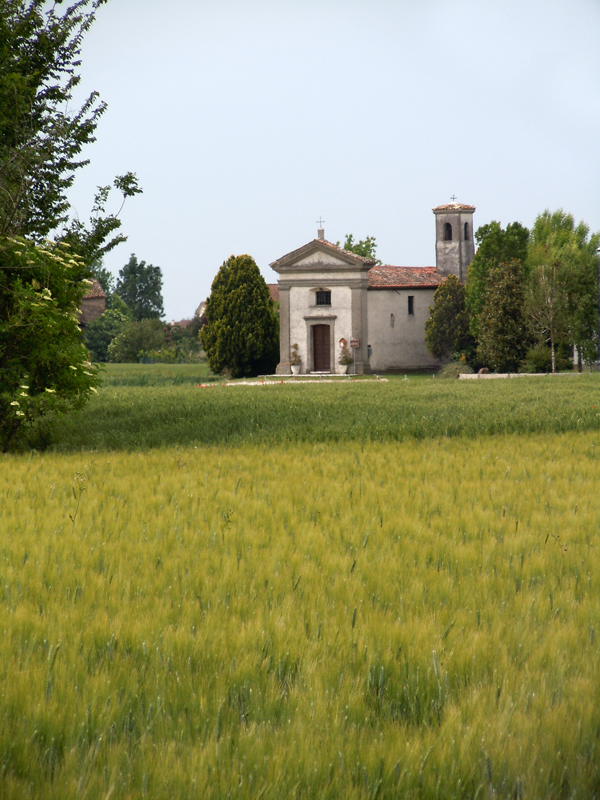
Oratorio dell'Immacolata Concezione

La zona circostante Castel Goffredo, corrispondente alla rispettive frazioni, è stata interessata dalla costruzione di chiese e oratori campestri sparsi nella campagna fin dal XVI secolo.
Questo l'elenco degli edifici religiosi:

## Chiese e oratori della parrocchia di Castel Goffredo

### Oratorio dell'Immacolata Concezione
45°18′06.52″N 10°29′53.99″E
- Ubicazione: in contrada Lodolo.
- Notizie storiche: edificato nel XV secolo.

### Oratorio di San Francesco
45°19′08.94″N 10°28′41.34″E
- Ubicazione: in contrada Perosso.
- Notizie storiche: edificato nel 1730.

### Oratorio di Sant'Elena e dell'invenzione della Croce
45°18′30.35″N 10°27′56.32″E
- Ubicazione: in contrada Selvole.
- Notizie storiche: edificato nel 1730.

### Oratorio di Sant'Anna
45°17′44.02″N 10°31′14.74″E
- Ubicazione: in contrada Malcantone (ex Ceresole), frazione Sant'Anna.
- Notizie storiche: edificato nel 1727.

### Oratorio di Santa Maria Formosa
45°16′55.89″N 10°29′13.46″E
- Ubicazione: in contrada Berenzi.
- Notizie storiche: edificato nel 1713.

### Oratorio di San Michele Arcangelo
45°17′11.77″N 10°28′20.68″E
- Ubicazione: in via Casaloldo.
- Notizie storiche: edificato nel 1719.

### Chiesa di San Lorenzo
45°17′30.29″N 10°26′07.35″E
- Ubicazione: in frazione Casalpoglio.
- Notizie storiche: edificata nel XVIII secolo.

### Oratorio di Santa Maria Maddalena
45°19′01.09″N 10°25′58.44″E
- Ubicazione: in contrada via S.M.Maddalena (Poiano)
- Notizie storiche: edificato nel 1729.

### Oratorio di Sant'Apollonio
45°17′35.49″N 10°27′32.81″E
- Ubicazione: in via Casalpoglio, località Sant'Apollonio.
- Notizie storiche: edificato nel 1642.

### Oratorio di San Carlo
45°17′13.03″N 10°31′50.23″E
- Ubicazione: in via per Ceresara, località Gambaredolo.
- Notizie storiche: edificato nel 1615 per volere di Caterina Gonzaga.

### Oratorio di San Pietro
45°16′34.82″N 10°31′18.48″E
- Ubicazione: località San Pietro
- Notizie storiche: presente nella prima metà del Cinquecento

## Chiese e oratori della parrocchia di San Martino Gusnago

### Chiesa di Santa Margherita
45°16′20.53″N 10°32′04.62″E
- Ubicazione: in contrada Bocchere.
- Notizie storiche: edificata nel 1750. Del territorio castellano faceva parte anche la parrocchia autonoma di Santa Margherita in frazione Bocchere, che dal 1986 è stata estinta e accorpata alla parrocchia di San Martino Gusnago.[1]

## Chiese e oratori della parrocchia di Casaloldo

### Oratorio di San Vito
45°16′33.65″N 10°27′30.18″E
- Ubicazione: in frazione San Vito di Casaloldo.
- Notizie storiche: edificato nel XVI secolo. Nel 1566 era compreso nell'elenco degli oratori dipendenti dalla parrocchia di Castel Goffredo, come nel 1603 e nel 1654; successivamente scompare dalle pertinenze della parrocchia di Castel Goffredo per apparire in quelle della parrocchia di Casaloldo.[2]

## Galleria d'immagini

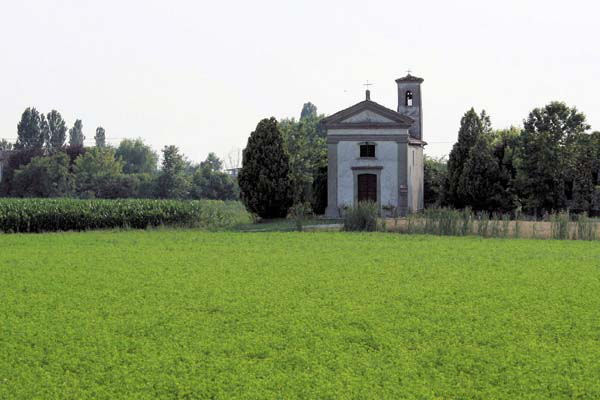
Oratorio dell'Immacolata Concezione
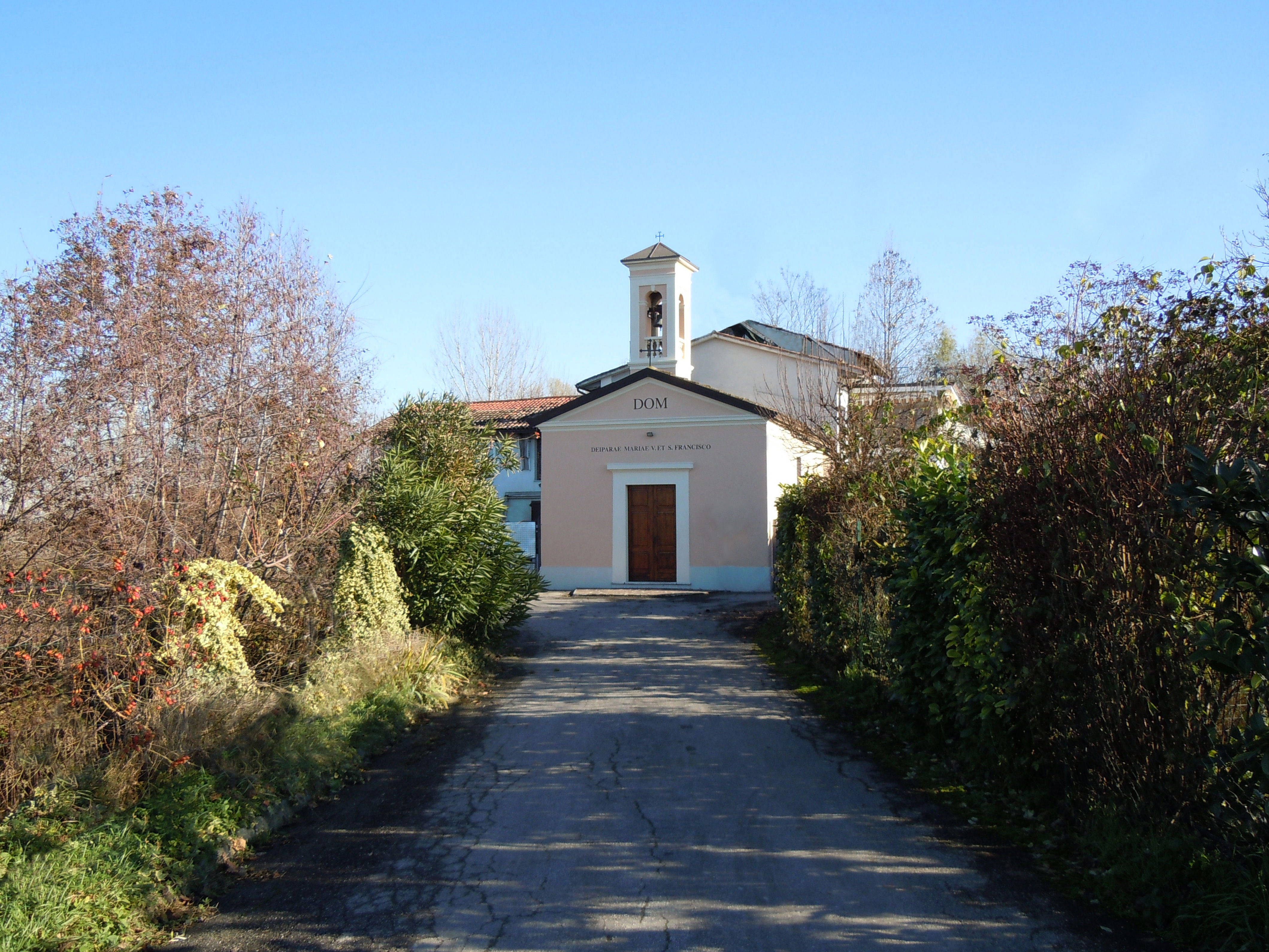
Oratorio di San Francesco
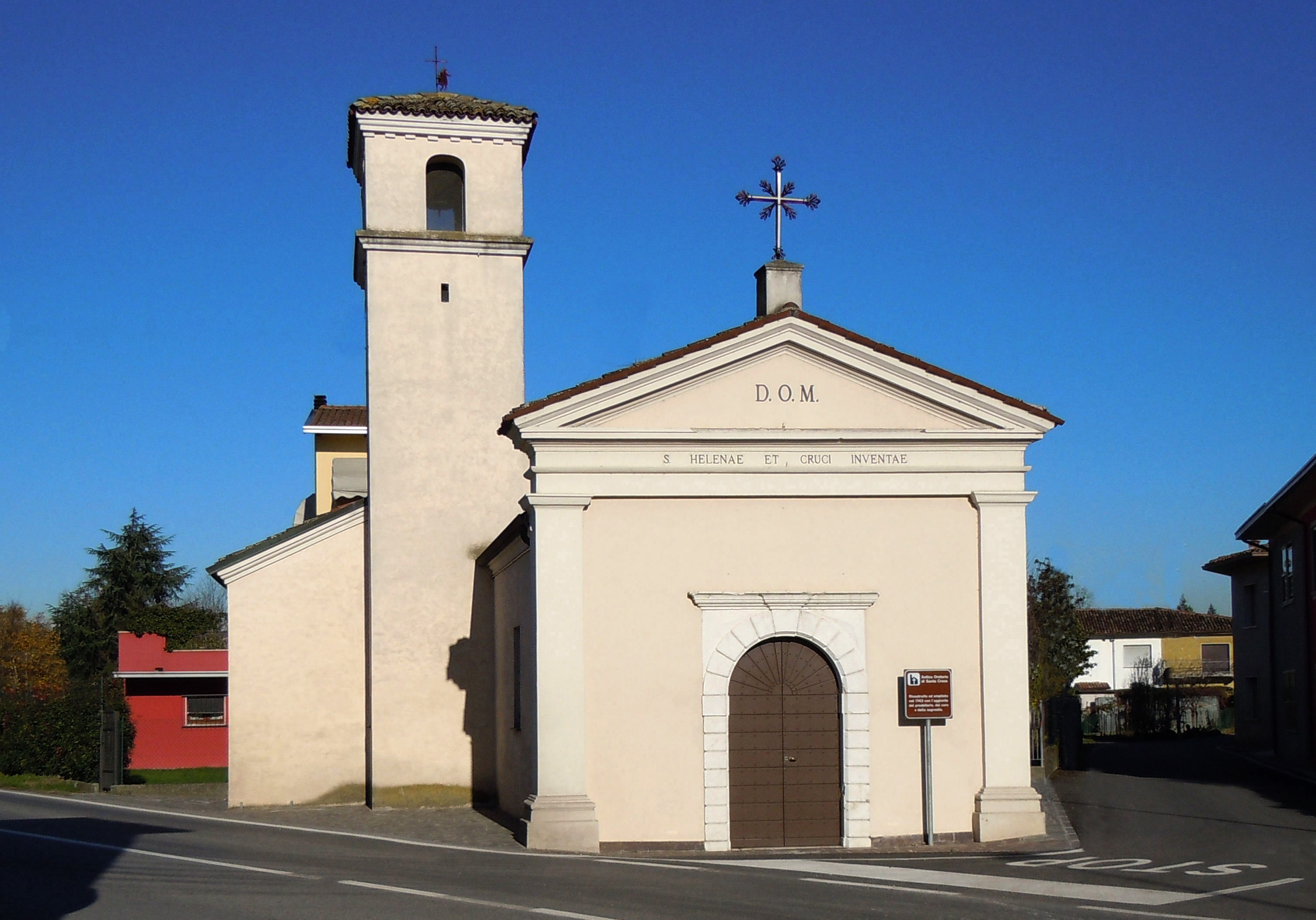
Oratorio di Sant'Elena
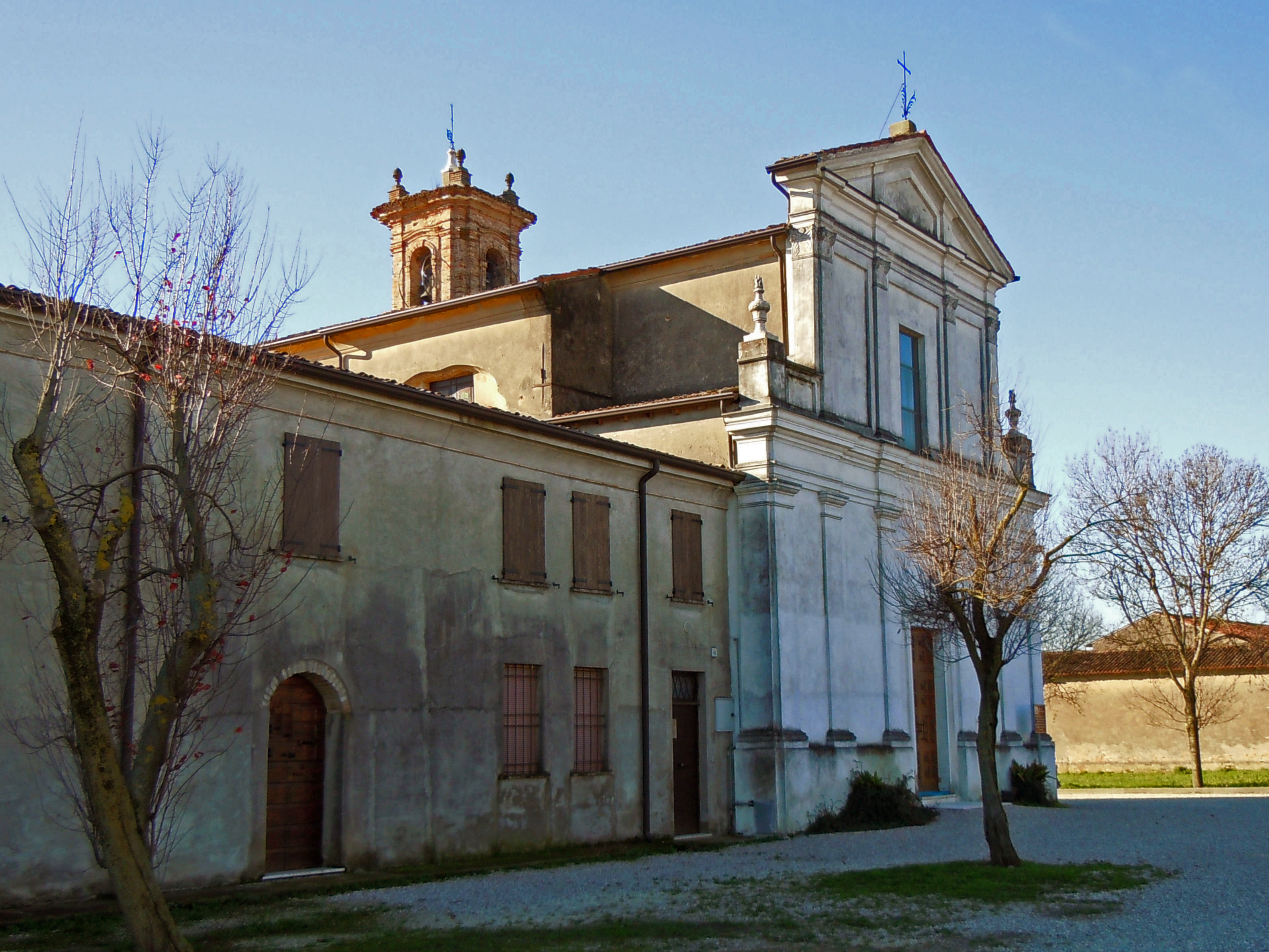
Chiesa di Santa Margherita
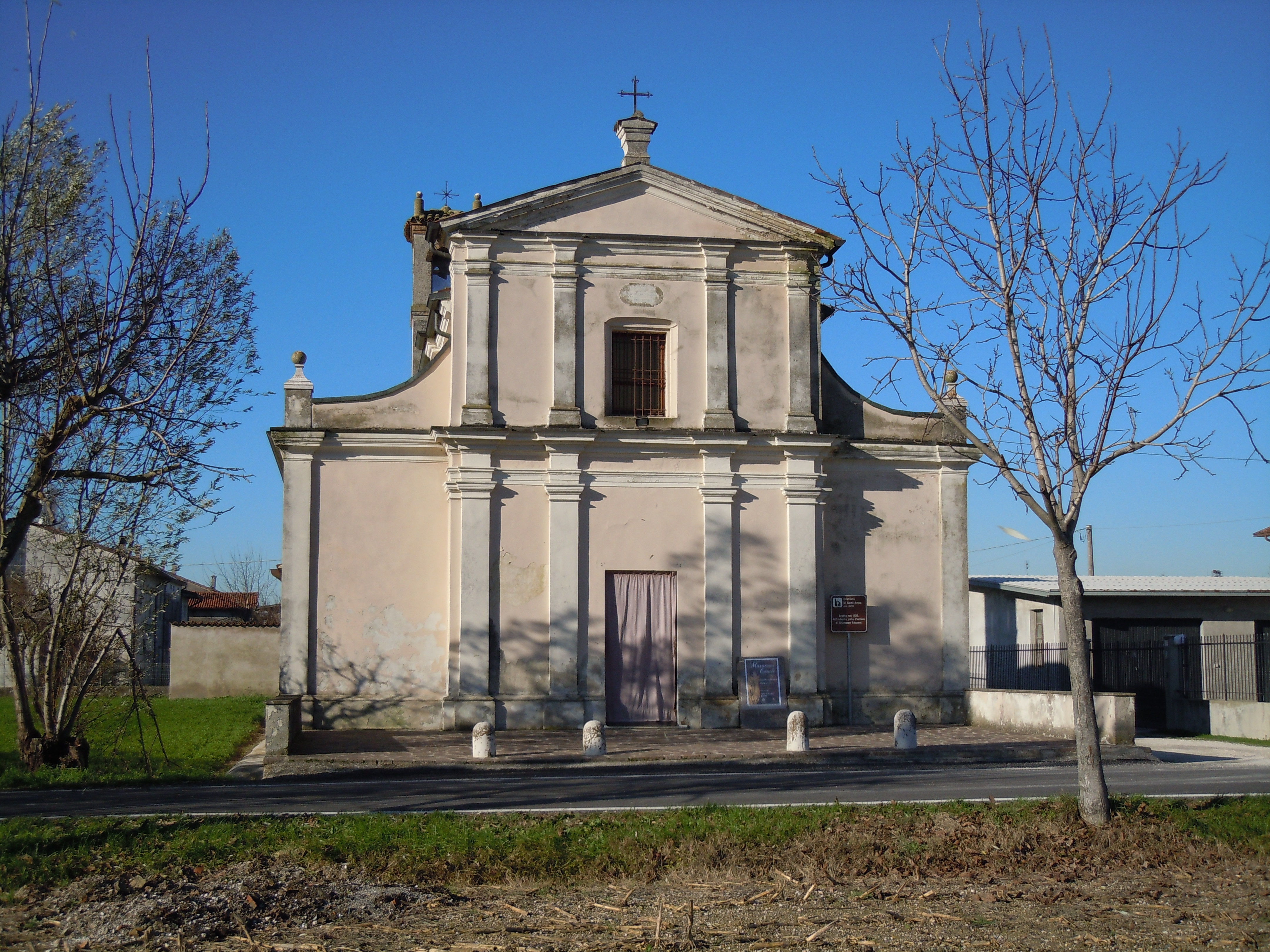
Oratorio di Sant'Anna
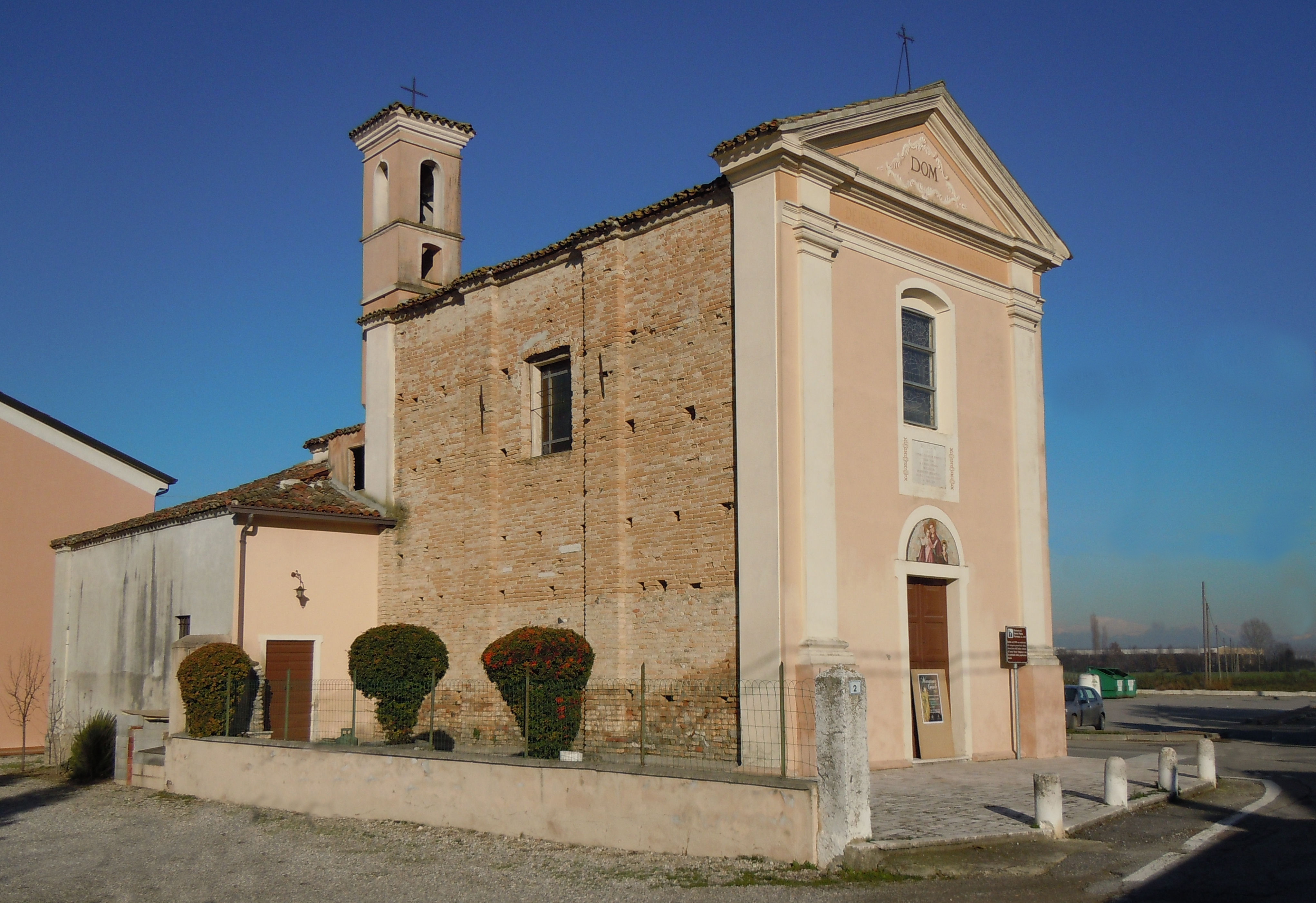
Oratorio di Santa Maria Formosa
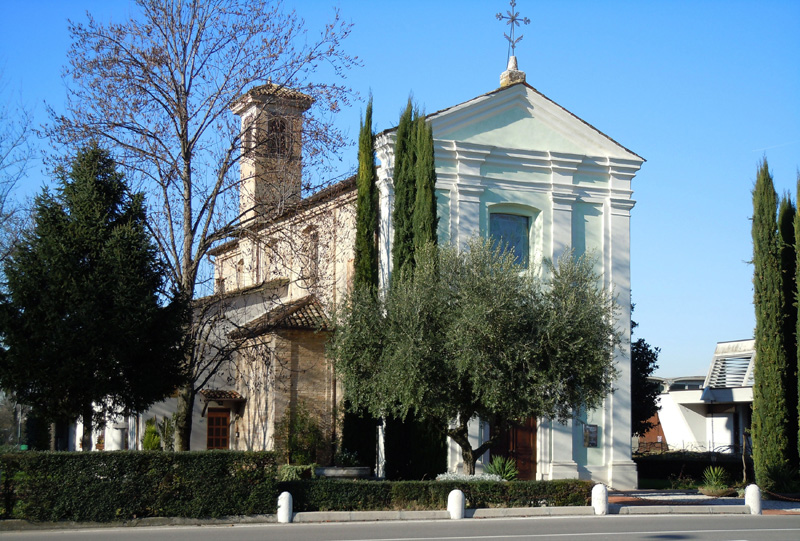
Oratorio di San Michele Arcangelo
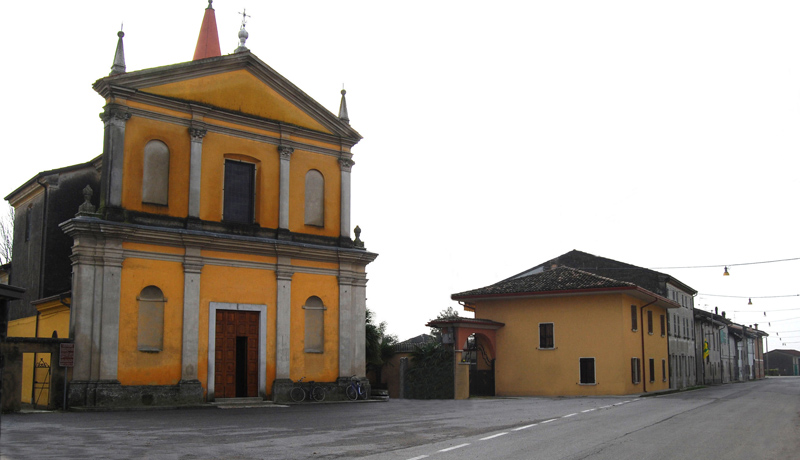
Chiesa di San Lorenzo
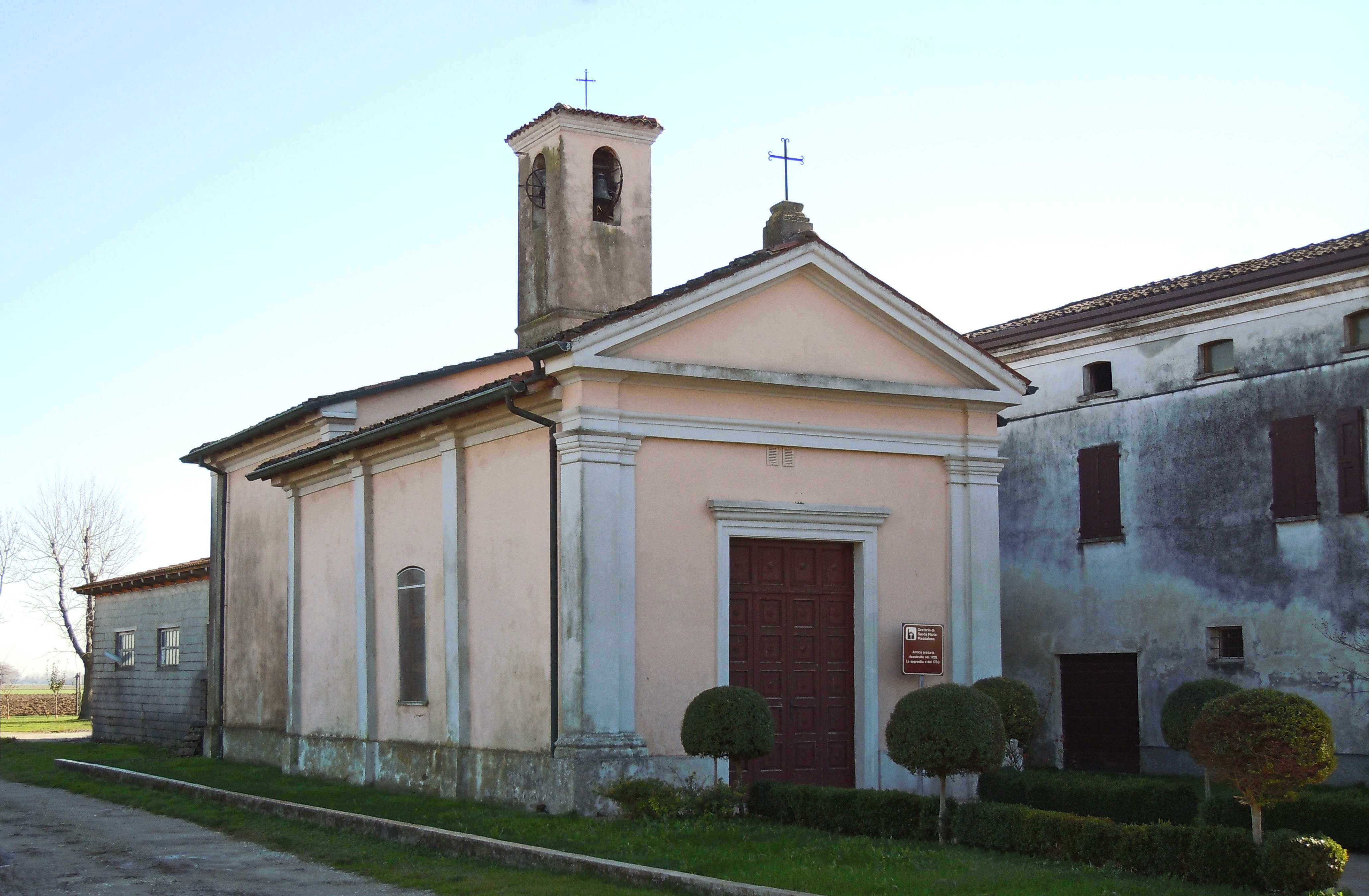
Oratorio di Santa Maddalena
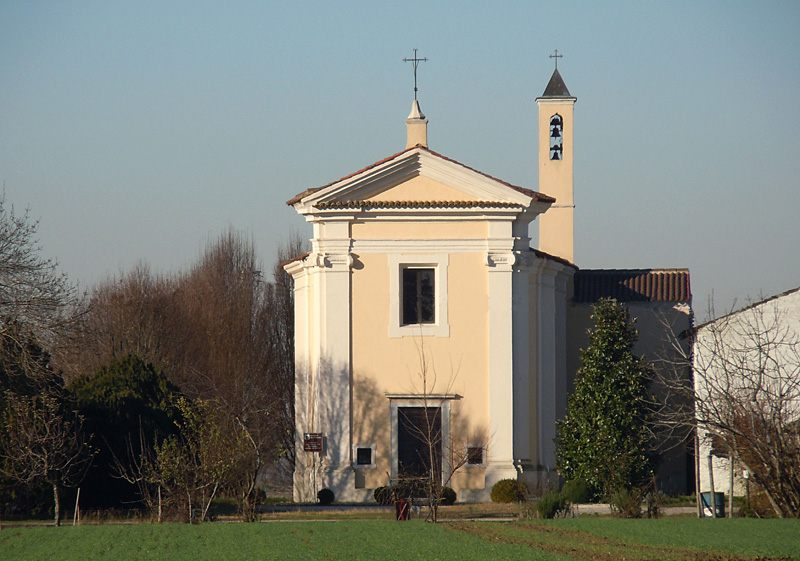
Oratorio di Sant'Apollonio
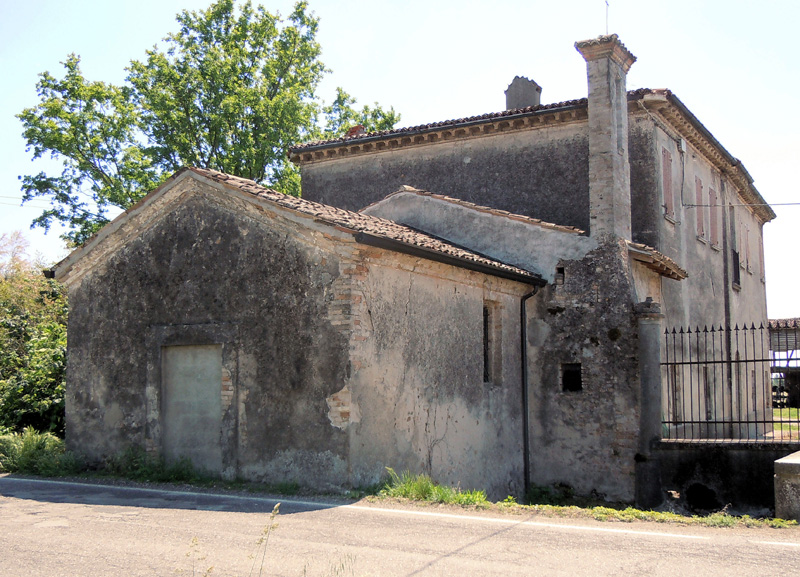
Oratorio di San Carlo
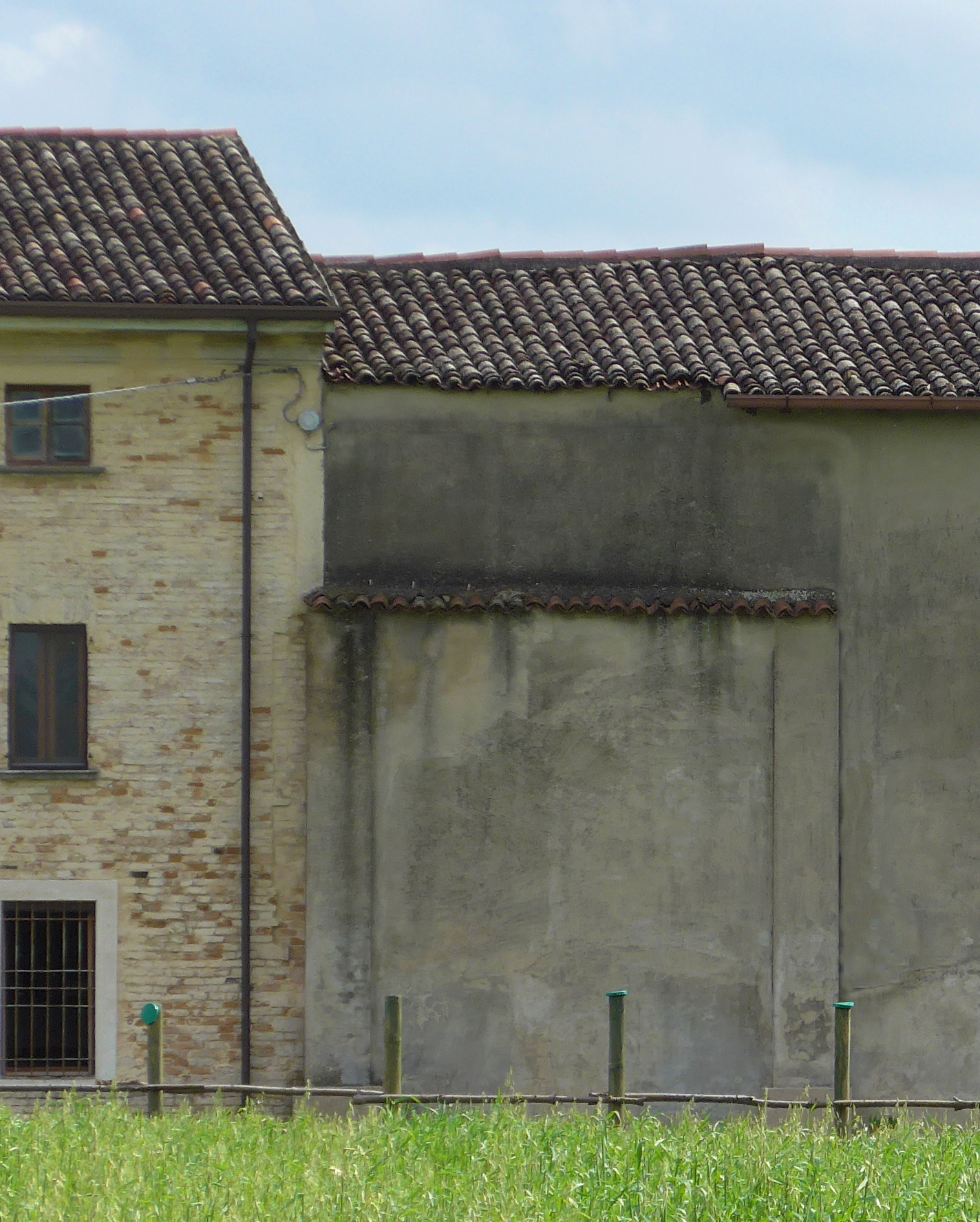
Oratorio di San Pietro
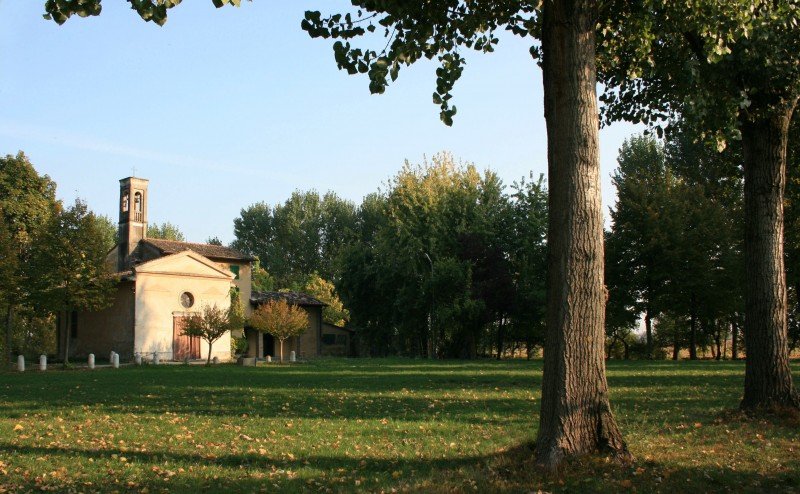
Oratorio dei Santi Vito, Modesto, Crescenzia

### Altre fonti
- 1999 – Immagina. Castel Goffredo: l'evoluzione di un territorio, CD-ROM, a cura del Comune di Castel Goffredo.
- Ola Catulini e Corrado Bocchi (a cura di), In viaggio tra chiese e oratori campestri. Castel Goffredo, Casaloldo, Mantova, Publi Paolini, dicembre 2002.